# 白查口岸
10°25′40″N 104°27′10″E / 10.427709°N 104.452718°E
白查口岸，全称白查国际口岸，是柬埔寨贡布省磅德拉县的一个边境口岸。该口岸与越南河仙口岸相接。